# Гремучий (Прохоровский район)
Гремучий — хутор в Прохоровском районе Белгородской области. Входит в состав Петровского сельского поселения.

## География
Находится в северной части Белгородской области, в лесостепной зоне, в пределах юго-западного склона Среднерусской возвышенности, на правом берегу реки Донецкая Сеймица, на расстоянии примерно 15 километров (по прямой) к северо-востоку от Прохоровки, административного центра района. Абсолютная высота — 209 метров над уровнем моря.

## История
Хутор Сергеевка (старое название) был образован в начале XIX века Сергеем Ивановичем  Ильинским, который поселил на границе Старооскольского и Тимского уездов,  на правом берегу реки Донецкой Сеймицы, крепостных крестьян. Впоследствии его дети переименовали хутор в Гремячий Колодезь. Такое название он получил из-за ручья и родника, протекавшего неподалеку. Родник имел такой сильный напор, что порой выбрасывал на поверхность камни и части обломков деревьев. Родник называли Гремучим, а лев, в котором он был расположен - Гремучими ключами.
По архивным данным 1885 года в Гремячем Колодезе Спасской волости Старооскольского уезда было 23 двора и проживало 151 житель. Находился хутор в собственности Марковой. С годами хутор разрастался и к моменту 1917 года насчитывал уже 59 двора и 319 жителей. Со временем второе слово в названии стали использовать реже и за хутором осталось только название “Гремучий”.
Хутор относился к приходу Ильинской церкви села Большие Сети Тимского уезда.
В 1910 году из Старого Оскола прислали учительницу для работы в новой построенной школе.
В 1930 году был организован колхоз «Красный Октябрь».

### Климат
Климат характеризуется как умеренно континентальный, с относительно мягкой зимой и тёплым продолжительным летом. Среднегодовая температура воздуха — 5,4 °C. Средняя температура воздуха самого холодного месяца (января) — −9,2 °C; самого тёплого месяца (июля) — 16,4 — 24,3 °C. Безморозный период длится в среднем 155—160 дней. Годовое количество атмосферных осадков — 527—595 мм, из которых большая часть выпадает в тёплый период.

### Часовой пояс
Хутор Гремучий как и вся Белгородская область, находится в часовой зоне МСК (московское время). Смещение применяемого времени относительно UTC составляет +3:00.

## Население
| 2002 | 2010 |
| ---- | ---- |
| 10   | ↘3   |

### Половой состав
По данным Всероссийской переписи населения 2010 года в гендерной структуре населения мужчины составляли 66,7 %, женщины — соответственно 33,3 %.

### Национальный состав
Согласно результатам переписи 2002 года, в национальной структуре населения русские составляли 100 %.